# ジャン・ルノワール
ジャン・ルノワール（Jean Renoir、1894年9月15日 - 1979年2月12日）は、フランスの映画監督、脚本家、俳優。印象派の画家ピエール＝オーギュスト・ルノワールの次男で、ジャン・ルノアールと表記される場合もある。

## 来歴

父ピエール＝オーギュスト・ルノワール作の『ガブリエルとジャン』（1895年）。右が幼いジャン・ルノワール。左の子守をする女性は、ジャンの母・アリーヌの従妹のガブリエル・ルナールで、ルノワール家の家政婦をしていた。

1894年9月15日、パリのモンマルトルに父・ピエール＝オーギュスト・ルノワールと母・アリーヌの次男として生まれる。幼いころに南フランスに移住し、父の絵のモデルを務めさせられていた。各地の学校を転々とし、ニースの大学で数学と哲学を学ぶ。第一次世界大戦には騎兵少尉として参戦し、後に偵察飛行隊のパイロットを務めたが、偵察中に片足を銃撃され、終生まで傷の痛みに悩まされていた。その療養中にD・W・グリフィスやチャールズ・チャップリンらの作品を観て、映画に興味を持つ。1920年、前年に亡くなった父の絵のモデルをしていたカトリーヌ・エスランと結婚。大戦終結後は陶器を作っていたが、イワン・モジューヒンの『火花する恋』やエリッヒ・フォン・シュトロハイムの『愚なる妻』などの影響を受けて、映画監督を志す。
1924年、カトリーヌ主演の映画『カトリーヌ』に出資し、脚本を執筆する。同年にカトリーヌ主演の『水の娘』で監督デビューを果たす。1926年、『女優ナナ』を監督。高い評価を得、彼のサイレント期の代表作としたが、興行的には失敗し負債を抱え、父の絵を売却して借金返済を行う。1934年、季節労働者の姿をドキュメンタリータッチで描いた『トニ』を発表。徹底したリアリズムで描き、のちのネオレアリズモに影響を与えた。1937年には反戦映画の名作『大いなる幻影』を監督。他にも『のらくら兵』（1928年）、『どん底』（1936年）、『ゲームの規則』（1939年）など、興行的には失敗が多いものの傑作と評価されるべき作品を発表していき、ルネ・クレール、ジャック・フェデー、ジュリアン・デュヴィヴィエ、マルセル・カルネとともに戦前期のフランス映画界を代表する映画監督となった。
1939年、イタリアに渡って『トニ』『ピクニック』で助手を務めた当時32歳のルキノ・ヴィスコンティを助監督にして『トスカ』の撮影を行ったが、撮影中にイタリアが第二次世界大戦に参戦したため、製作を放棄してフランスに戻った。1940年にドイツがフランスに侵攻したため、戦火を避けるべく12月にマルセイユとポルトガルを経由して、シボニー号に乗ってアメリカに渡った。この船でサン＝テグジュペリと相部屋になり、親交を結ぶ（『人間の土地』を製作しようとしたが、ハリウッド上層部の無理解で実現しなかった）。12月31日にアメリカに到着し、ロバート・フラハティに迎えられる。同じ頃、ルネ・クレールやジュリアン・デュヴィヴィエも渡米し、ジャック・フェデールはスイスに逃れていた。20世紀フォックスと契約を結び、ハリウッドの撮影システムに困惑しながらも『南部の人』や『自由への闘い』などの作品を創り上げた。1946年に市民権を獲得するが、フランス国籍は捨てなかった。
1949年にインドに渡り、1951年に彼の初のカラー映画『河』を撮る。父親譲りの美しい色彩感覚が評価され、ヴェネツィア国際映画祭国際賞を受賞した。1952年にイタリアで『黄金の馬車』を撮った後、フランスに戻り、『フレンチ・カンカン』を発表する。商業的な成功を収めることができたが、戦前のように作品は当たらず映画を撮る機会が次第になくなっていった。
1969年のテレビ映画『ジャン・ルノワールの小劇場』が最後の監督作品となり、その後は亡命時代の知己を訪ねアメリカで暮らし、終生フランスに戻ることはなかった。
1974年に『ジャン・ルノワール自伝』を出版。翌1975年にアカデミー賞名誉賞をハワード・ホークスとともに受賞。同年、レジオンドヌール勲章コマンドゥールを受章。
1979年2月12日、ビバリーヒルズの自宅で死去。アメリカで失意の底にあったルノワールを精神面で支えていたのは、ルノワールを師と仰ぐヌーヴェル・ヴァーグの旗手フランソワ・トリュフォーだった。オーブ県エソイエのエソイエ墓地に、両親と共に埋葬されている。
ジャン＝リュック・ゴダールやトリュフォーなどのヌーヴェルヴァーグ、ロベルト・ロッセリーニやルキノ・ヴィスコンティらのネオレアリズモ、他にロバート・アルトマンやダニエル・シュミットなど、多くの映画作家に影響を与えた。また、ジャック・ベッケル、ジャック・リヴェット、ヴィスコンティやロバート・アルドリッチなど、後に各国を代表する映画監督が、ルノワールの下で助監督を務めている。著名な写真家のアンリ・カルティエ＝ブレッソンも、写真家としてデビューする前にジャン・ルノワールのもとで助監督を務めていたことがある。

## 家族
- 父：ピエール＝オーギュスト・ルノワール - 印象派の画家
- 兄：ピエール・ルノワール - 映画・舞台で活躍した俳優で、マルセル・カルネの『天井桟敷の人々』などに出演。
- 甥（兄の息子）：クロード・ルノワール - カメラマン。ジャンの作品を始め、蝶々夫人では八千草薫とも仕事を市、『フレンチ・コネクション2』『007/私を愛したスパイ』などを手がけた。
- 弟：クロード・ルノワール（甥と同名） - 陶芸家となり、父の絵の管理をして暮らした。
- 先妻：カトリーヌ・エスラン - 1920年に結婚し、ジャンの作品で女優として活躍した。1943年に離婚。
- 長男：アラン・ルノワール（カトリーヌとの子、1921年10月31日 - 2008年12月12日） - 大学教授。
- 孫：John（ジャン）、Peter（ピエール）、Anne（アンヌ） - 長男アランの子供達。
- 後妻：ディド・フレール - 1943年に結婚し、終生の伴侶となった。

ジャンの作品で編集を務めていたマルグリット・ウーレとは恋愛関係にあったが、1939年頃に関係が薄れている。

## 主な監督作品
- カトリーヌ Catherine（1924年）
- 水の娘 La Fille de l'eau（1924年）
- 女優ナナ Nana（1926年）
- マッチ売りの少女 La Petite marchande d'allumettes（1928年）
- のらくら兵 Tire-au-flanc（1928年）
- 坊やに下剤を On purge bébé（1931年）
- 牝犬 La Chienne（1931年）
- 十字路の夜 La nuit du carrefour（1932年）
- 素晴らしき放浪者 Boudu sauvé des eaux（1932年）
- ボヴァリィ夫人 Madame Bovary（1933年）
- トニ Toni（1935年）
- ランジュ氏の犯罪 Le crime de Monsieur Lange（1936年）
- どん底 Les Bas-fonds（1936年）
- ピクニック Partie de campagne（1936年）
- 大いなる幻影 La Grande illusion（1937年）
- ラ・マルセイエーズ La Marseillaise（1938年）
- 獣人 La Bête humaine（1938年）
- ゲームの規則 La Règle du jeu（1939年）
- スワンプ・ウォーター Swamp Water（1941年）
- 自由への闘い This Land Is Mine（1943年）
- 南部の人 The Southerner（1945年）
- 小間使の日記 The Diary of a Chambermaid（1946年）
- 浜辺の女 The Woman on the Beach（1946年）
- 河 The River（1951年）
- 黄金の馬車 Le Carrosse d'or（1953年）
- フレンチ・カンカン French Cancan（1954年）
- 恋多き女 Elena et les hommes (1956年)
- コルドリエ博士の遺言 Le Testament du Docteur Cordelier（1959年）
- 草の上の昼食 Le Déjeuner sur l'herbe（1959年）
- 捕えられた伍長 Le Caporal épinglé（1961年）

## 関連文献
著書
- 『わが父ルノワール』 粟津則雄訳、みすず書房、新装版2008年ほか（初版1964年）
- 『ジャン・ルノワール自伝』 西本晃二訳、みすず書房、新装版2001年ほか（初版1977年）
- 『ゲームの規則』 窪川英水訳、新書館、1982年
- 『ジョルジュ大尉の手帳』 野崎歓訳、青土社、1996年
- 『イギリス人の犯罪』 野崎歓訳、青土社、1997年
- 『ジャン・ルノワールエッセイ集成』 野崎歓訳、青土社、1999年

伝記・研究・図録
- 若菜薫 『ジャン・ルノワールの誘惑　薔薇のミロワール』鳥影社、2009年
- 『ユリイカ 臨時増刊号　ジャン・ルノワール』 山田宏一責任編集、青土社、2008年3月
- 野崎歓 『ジャン・ルノワール　越境する映画』青土社、2001年
- ロナルド・バーガン 『ジャン・ルノワール』関弘訳、トパーズプレス、1996年
- サン・テグジュペリ 『親愛なるジャン・ルノワールへ』山崎庸一郎、山崎紅子訳、ギャップ出版、2000年 - 二人は交流があった。
- 『生誕100年記念ジャン・ルノワール　カイエ・デュ・シネマ・ジャポン13』 フィルムアート社、1994年
- アンドレ・バザン、フランソワ・トリュフォー編『ジャン・ルノワール』 奥村昭夫訳、フィルムアート社、1980年
- 『ルノワール＋ルノワール展　画家の父、映画監督の息子』、展覧会図録

2008年に日本テレビ・読売新聞主催。渋谷Bunkamuraと京都国立近代美術館で開催。
- 『特集ルノワール＋ルノワール展　ユニヴェール・デザール誌No.26 日本版』2008年春号、アートコミュニケーション
- 『ルイ・リュミエール』 エリック・ロメール、紀伊国屋書店DVD KKDS-107 2004年

その他
- 『ルノワール 陽だまりの裸婦』2012年のフランスの伝記映画